# توماس غامبل
توماس غامبل (بالإنجليزية: Thomas Gamble)‏ هو سياسي أمريكي، ولد في 16 مارس 1868، وتوفي في 13 يوليو 1945.